# 波亞納默魯盧伊鄉

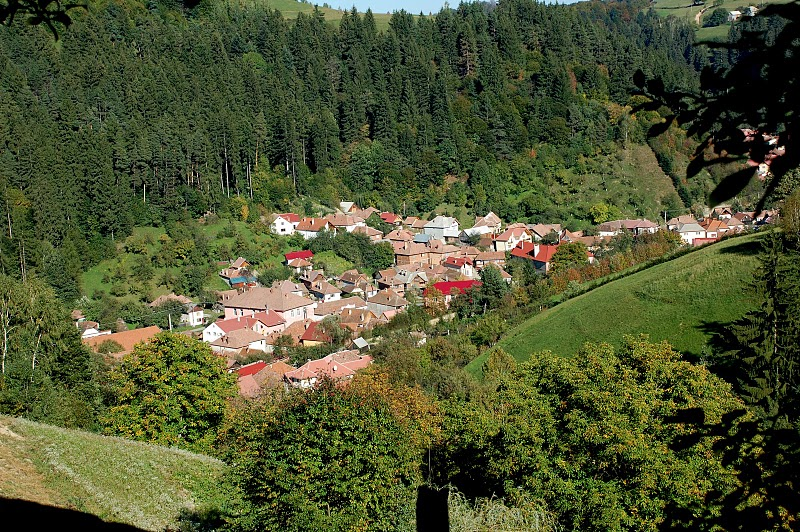

45°37′00″N 25°19′00″E / 45.6167°N 25.3167°E
波亞納默魯盧伊鄉（羅馬尼亞語：Poiana Mărului, Brașov），是羅馬尼亞的鄉份，位於該國中部，由布拉索夫縣負責管轄，面積95平方公里，海拔高度751米，2007年人口3,300，人口密度每平方公里35人。